# ダニー・キャス
ダニー・キャス（Daniel Kass、1982年9月21日 - ）は、アメリカ・ニュージャージー州ヴァーノン（Vernon）出身のプロスノーボード選手。ハーフパイプ競技で、死をも恐れないエアが特徴。同時にパンクの香りが漂った選手である。キャスは、2002年のUSオープンで「バック・トゥ・バック1080」を初めて成功させた。このことによって、キャスはスノーボード界にハーフパイプの「大旋風」というべき革新をもたらした。キャスの代名詞とも言える「バックサイド・ロデオ」や「キャサロール」は、スノーボードで最も難易度が高く素晴らしい縦回転の技のひとつである。
2002年ソルトレークシティオリンピックと2006年トリノオリンピックにおいて2度の銀メダルを、USオープンでは3度の金メダルを獲得した。またX Gamesでも幾つかのメダルを獲得してきた。兄であるマット・キャスや友人たちと共に、スノーボードのグローブからウエア、そしてゴーグルを扱う「グレネード・グローブ」と言うブランドを立ち上げ、事業を展開している。キャスの以前からのスノーボード仲間たちもプロの選手であり、グレネードとスポンサー契約を結んでいる。現在はカリフォルニア州マンモス・レイクに在住。

## 主な戦績
2001年
- U.S. Snowboarding Grand PRix - 1位

2002年
- U.S. Snowboarding Grand Prix - 3位
- ソルトレークシティオリンピック - 銀メダル

2004年
- Chevy U.S. Snowboarding Grand Prix - 3位
- X GAMES ASPEN - 2位
- バートンUSオープン - 1位

2005年
- X GAMES ASPEN - 2位、3位
- バートンUSオープン - 1位

2006年
- U.S. Snowboarding Grand Prix - 2位
- X GAMES ASPEN - 3位
- トリノオリンピック - 銀メダル
- Abominable Snowjam - 3位、3位

2007年
- Abominable Snowjam - 1位

2009年
- バートンUSオープン - 1位